# Sharon McNight
Sharon McNight (18 dicembre ...) è un'attrice, cantante e cabarettista statunitense.
È nota soprattutto come interprete di musical e per la sua performance nel musical di Broadway Starmites è stata candidata al Tony Award alla miglior attrice protagonista in un musical e ha vinto il Theatre World Award nel 1989. Ha recitato anche in altri musical, tra cui Heartbeats a Los Angeles nel 1994 e una produzione concertale di Starmites in scena a New York nel 2015.

## Filmografia parziale

### Cinema

#### Regista
- The Autobiography of a Flea (1976)

#### Attrice
- Corporate Affairs, 1990
- Me, me stessa ed io, 1992
- Guinevere, 1999

### Televisione

#### Attrice
- Due poliziotti a Palm Beach - serie TV, 2 episodi (1994-1995)
- My Neighbor's Daughter, (1998)

## Discografia
- Presenting Sharon McNight, 1978
- Postcard from paradise, 1981